# ديفيس كاربنتر
ديفيس كاربنتر هو محامي وسياسي أمريكي، ولد في 25 ديسمبر 1799 في ولبوول في الولايات المتحدة، وتوفي في 22 أكتوبر 1878 في بروكبورت في الولايات المتحدة. نشط حزبياً في حزب اليمين. وقد انتخب عضو مجلس النواب الأمريكي ‏.